# Busto di Carlo Antonio Dal Pozzo
Il Busto di Carlo Antonio del Pozzo è un'opera scultorea di Gian Lorenzo Bernini. È conservato ad Edimburgo, nella National Gallery of Scotland. Carlo Antonio Dal Pozzo era l'arcivescovo di Pisa e zio del noto collezionista d'arte Cassiano dal Pozzo; fu proprio quest'ultimo a commissionare l'opera a Bernini.
Dal 1715 è stato conservato presso la casa di campagna inglese di Castle Howard. Nel 1986, la National Gallery of Scottland lo ha acquistato al prezzo di 3 milioni di sterline britanniche, sebbene il suo valore, in quel momento, fosse stimato attorno ai 7,5 milioni circa.